# Tellervo microsticta
Tellervo microsticta är en fjärilsart som beskrevs av Butler 1874. Tellervo microsticta ingår i släktet Tellervo och familjen praktfjärilar. Inga underarter finns listade i Catalogue of Life.